# Rui Campos
Rui Campos (Rui, ur. 2 lutego 1922 w São Paulo, zm. 2 stycznia 2002 w São Paulo) – brazylijski piłkarz. Srebrny medalista MŚ 50.
Karierę zaczynał w 1941 w Bonsucesso. Krótko był zawodnikiem Fluminense FC, w latach 1944–1952 grał w São Paulo FC (zwycięstwa w Campeonato Paulista). W 1952 odszedł do Bangu AC. Karierę zakończył w 1954 w SE Palmeiras. W reprezentacji Brazylii rozegrał 30 spotkań (2 gole). Podczas MŚ 50 wystąpił w jednym spotkaniu grupowym, zremisowanym meczu ze Szwajcarią. Znajdował się wśród triumfatorów Copa América 1949, wcześniej brał udział w dwóch edycjach turnieju (1945, 1946).